# 擔孢子

擔孢子在子實體上的位置。

擔孢子（英語：Basidiospore）是擔子菌門（包括傘菌、木耳、銹菌、黑粉菌等）的真菌所產生的有性孢子。一般來說擔孢子是由特化的結構擔子經由減數分裂產生，具有單套（n）的細胞核。擔子位於擔子菌子實體的子實層中（傘菌的子實層位於蕈褶），由一或多個細胞組成，減數分裂進行時，擔子末端會膨大產生四個小梗，減數分裂完成後產生的四個細胞核則會分別移入各個小梗的末端，以生成擔孢子。

## 型態

擔孢子與小梗連接處的臍狀構造（hilar appendage

擔孢子的形狀可能呈球形、橢球形、卵形或圓柱形，表面可能光滑或充滿突起，有些物種擔孢子在與小梗連接處形成臍狀構造（hilar appendage），有些物種則無。孢子印是判斷菇類孢子顏色的主要方法，其顏色多半是擔孢子的細胞壁造成的，但有極少數特例如Clavaria helicoides孢子印的黃色是其擔孢子細胞質的顏色。
擔子減數分裂後雖產生四個細胞核，但其擔孢子的數量可能為1至5（多數為3或4），5個擔孢子的特例中第五個細胞核是減數分裂後，由其中一個細胞核在擔子中再次分裂產生。

## 釋放

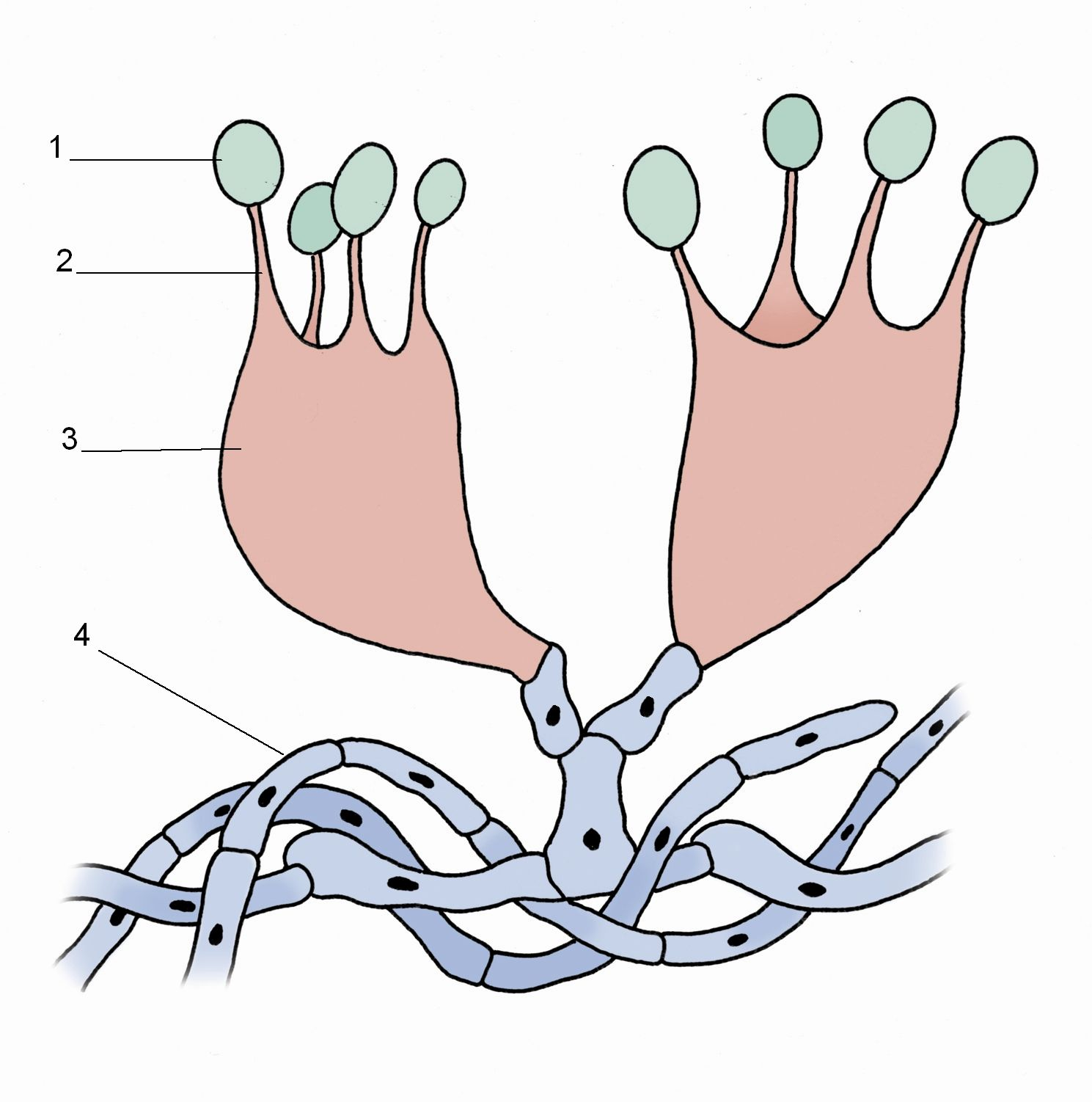
擔孢子的產生位置。1：擔孢子，2：小梗，3：擔子，4：雙核體的菌絲

一般傘菌目的擔子菌一個子實體的蕈褶可產生上百萬個擔孢子，而某些種類甚至能達到數十億個，極端的例子如巨大馬勃的一個子實體曾被記錄到釋放多達五兆個擔孢子。擔孢子通常在雨季時釋放，而在一天之中，夜晚、黃昏前空氣中的擔孢子濃度最高。
擔子菌的擔孢子大多是主動釋放，因此多屬於彈射孢子。而擔孢子彈射的機制與表面張力有關，擔孢子形成後，在其與擔子相連的基部小梗附近，因擔子分泌糖類與甘露醇吸引空氣中的水份凝集而形成布勒氏水珠（Buller's drop），同時孢子的近軸面（較靠近小梗的一面）也會產生進軸面水珠（adaxial drop），兩水珠漸膨大後會合而為一，表面張力造成布勒氏水珠往孢子流動的過程帶動孢子從小梗釋出。

## 萌發
當擔孢子掉落到適合的生長環境時，便會萌發形成菌絲，開始有絲分裂以產生新的細胞核，隨後也會有隔板形成以將菌絲分割為數個細胞，這些菌絲從擔孢子向四周生長成菌絲體。部分異擔子菌亞綱（該分類現在已不使用）物種的擔孢子可以在某些條件下形成次級孢子（secondary spore），即擔孢子不萌發成菌絲體，而是萌發長出一個形似擔子、末端或分支末端長有一個小梗的構造（少數情況可以長出兩個），擔孢子的細胞核與細胞質則移動進入小梗的末端，形成次級孢子，隨後次級孢子與原本的擔孢子小梗間會產生一個隔板將兩者分離，擔孢子殘餘的空殼會被分解掉，而次級孢子進行有絲分裂以形成菌絲與菌絲體。依不同擔子菌產生次級孢子的過程細節差異，有些學者將這些次級孢子稱為微分生孢子、彈射孢子、出芽孢子等。

## 圖集

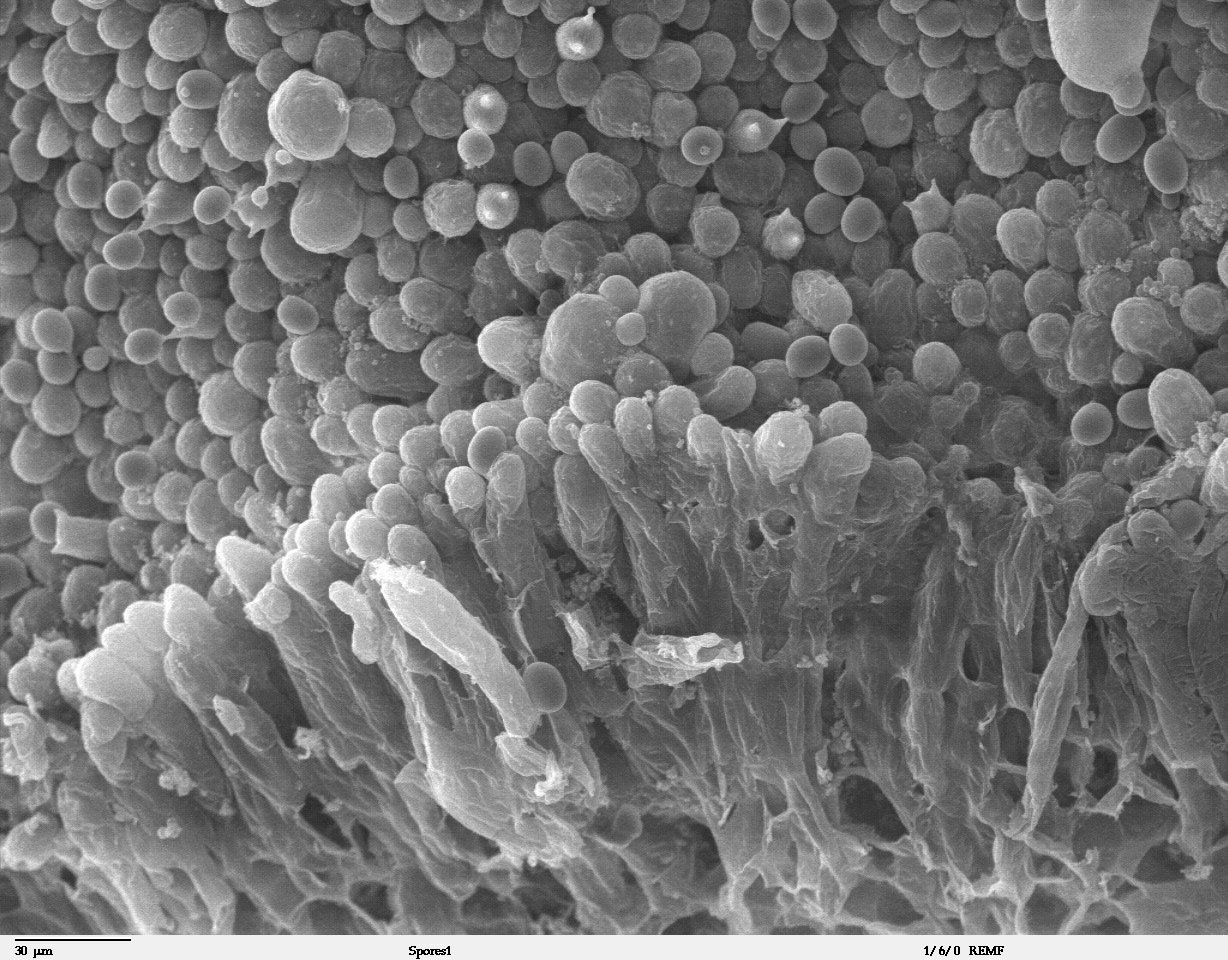
掃描電子顯微鏡下的雙孢蘑菇擔孢子
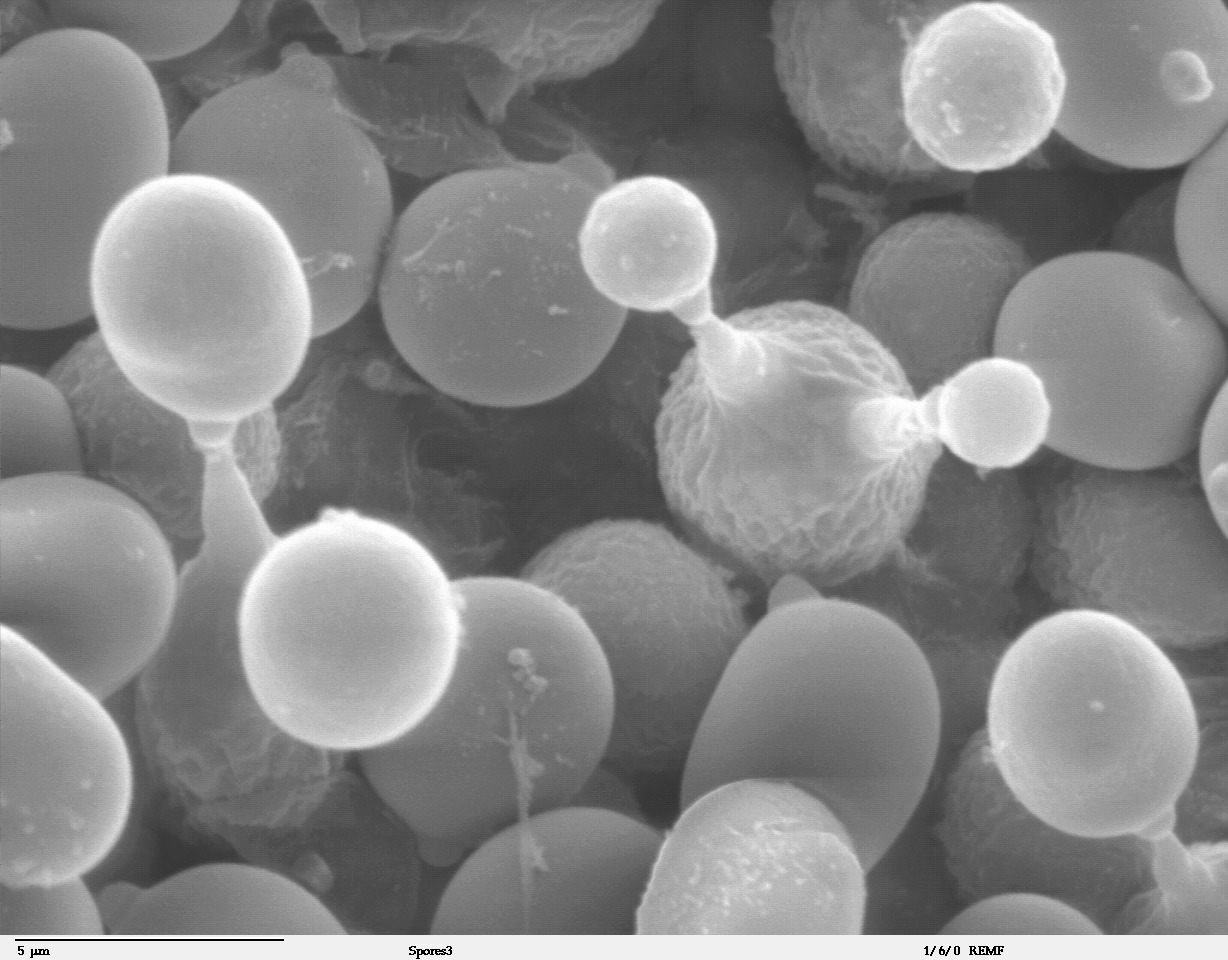
掃描電子顯微鏡下的雙孢蘑菇擔孢子近照
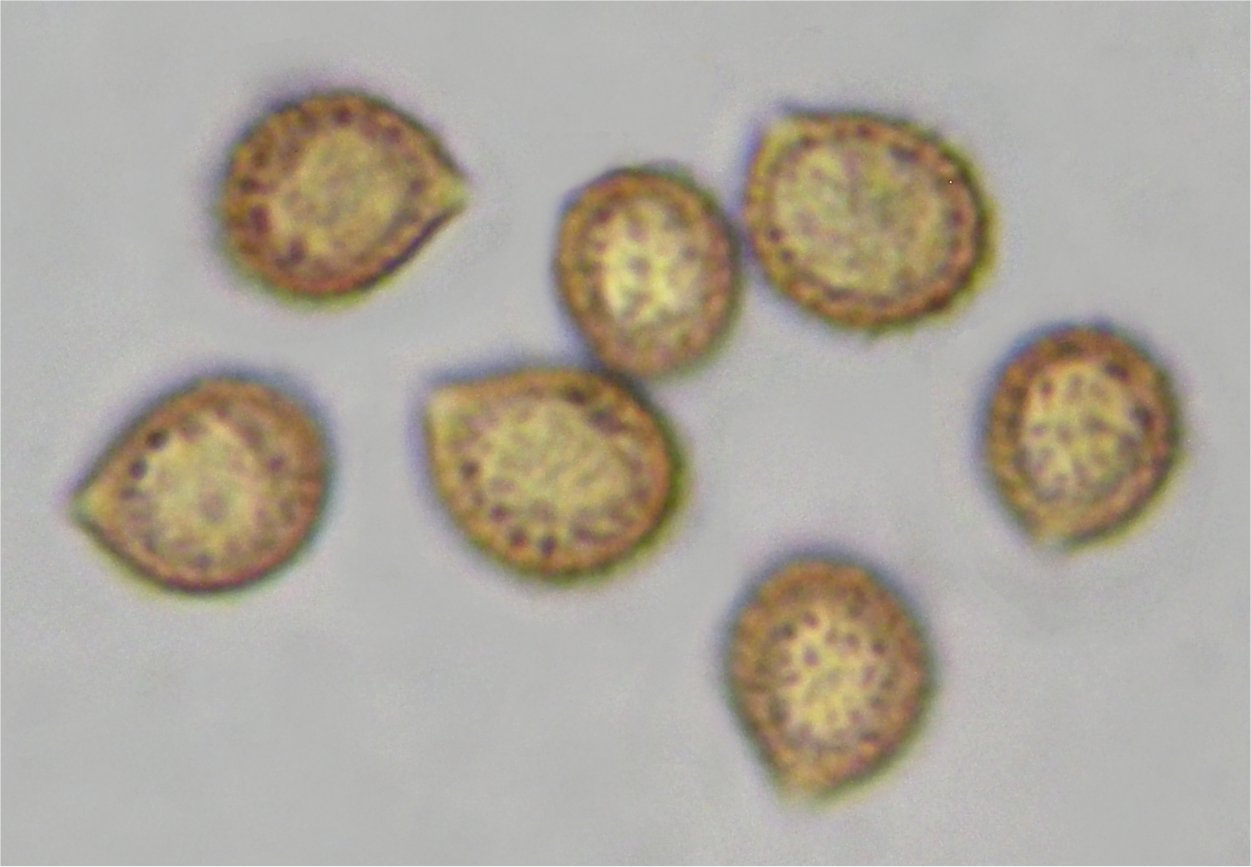
小粘柄丝膜菌（英语：Cortinarius delibutus）的擔孢子
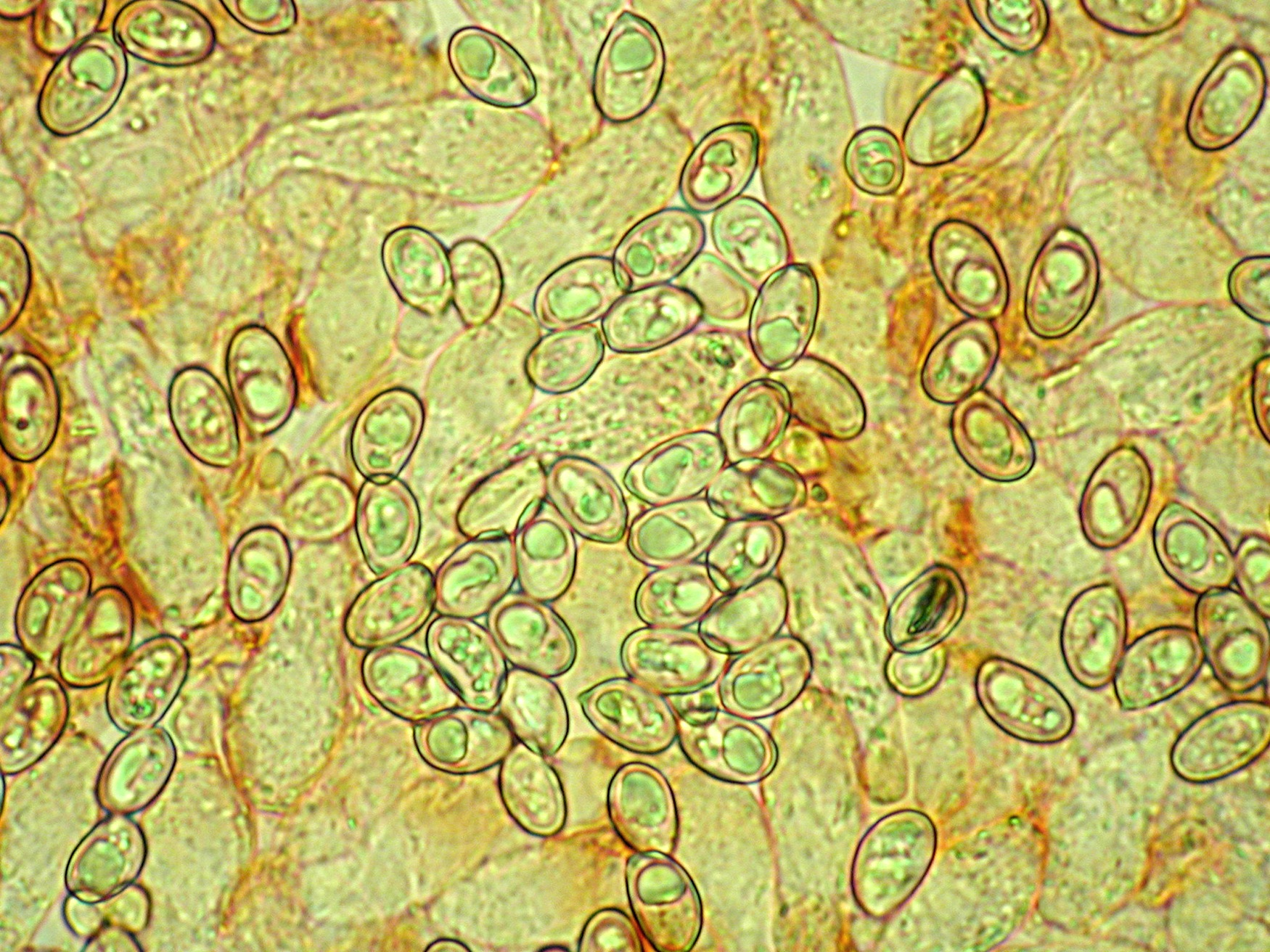
粘盖包脚菇（英语：Volvopluteus gloiocephalus）的擔孢子